# بحيرة ماننجاو
بحيرة ماننجاو (بالإندونيسية: Danau Maninjau) معنى اسمها فوق النظر وهي بحيرة بركانية تقع في غرب سومطرة في إندونيسيا، تبعد 36 كلم غرب مدينة بوكيتنغي وتبلغ مساحتها 99 كلم مربع.